# Жарнув (гмина)
Жарнув (пол. Żarnów) — сельская гмина (волость) в Польше, входит как административная единица в Опочненский повет, Лодзинское воеводство. Население — 6322 человека (на 2004 год).

## Соседние гмины
1. Гмина Александрув
2. Гмина Бялачув
3. Гмина Фалкув
4. Гмина Коньске
5. Гмина Парадыж
6. Гмина Руда-Маленецка